# 오펜바일러

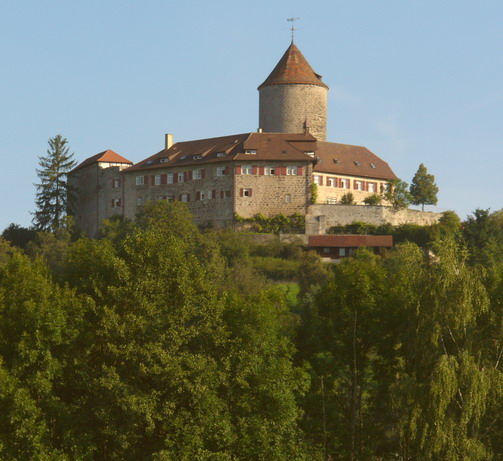
오펜바일러의 성

오펜바일러(Oppenweiler)는 독일 바덴뷔르템베르크주 렘스무르 지역에 있는 마을이다. 